# Площадь Янки Купалы (Ашдод)
Площадь Янки Купалы — площадь в городе Ашдод (Израиль). Находится в районе Тет-Вав на пересечении улиц Моты Гура и Ротшильда. Названа в честь народного поэта Белоруссии Янки Купалы. 

## История
В 2012 году в Ашдоде появилась площадь имени Янки Купалы в честь 130-летия со дня его рождения. 29 декабря 2015 года на площади торжественно открыт памятный знак в честь поэта (скульптор — Владимир Паин) . На мраморном памятнике бронзовые надписи на белорусском и иврите, оливковая ветвь и факсимильная подпись поэта. Внизу выгравирован белорусский национальный орнамент .
После открытия памятного знака на площади ежегодно проводятся купаловские чтения .

## Галерея

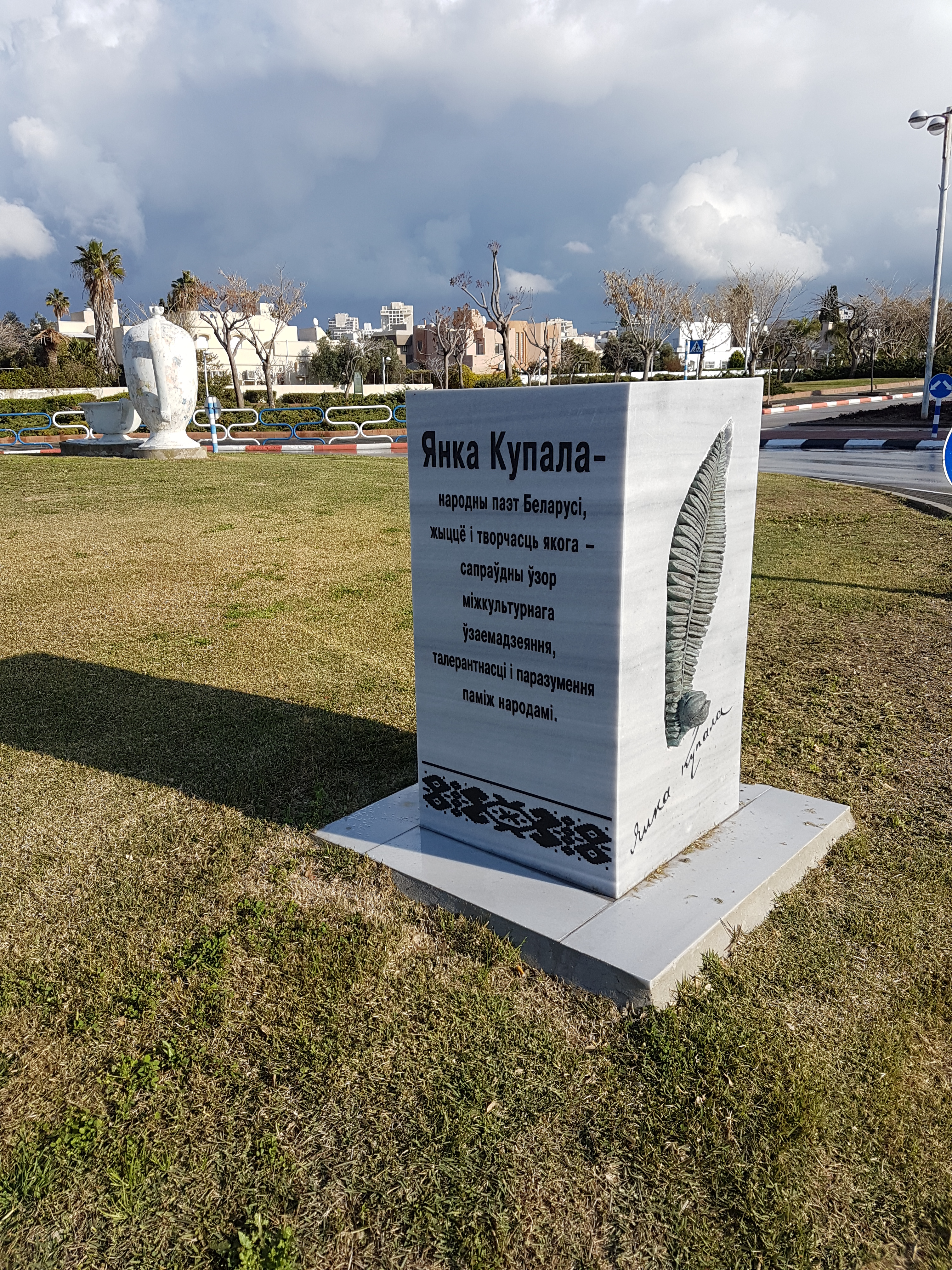
Памятный знак в Ашдоде (белорусский язык)
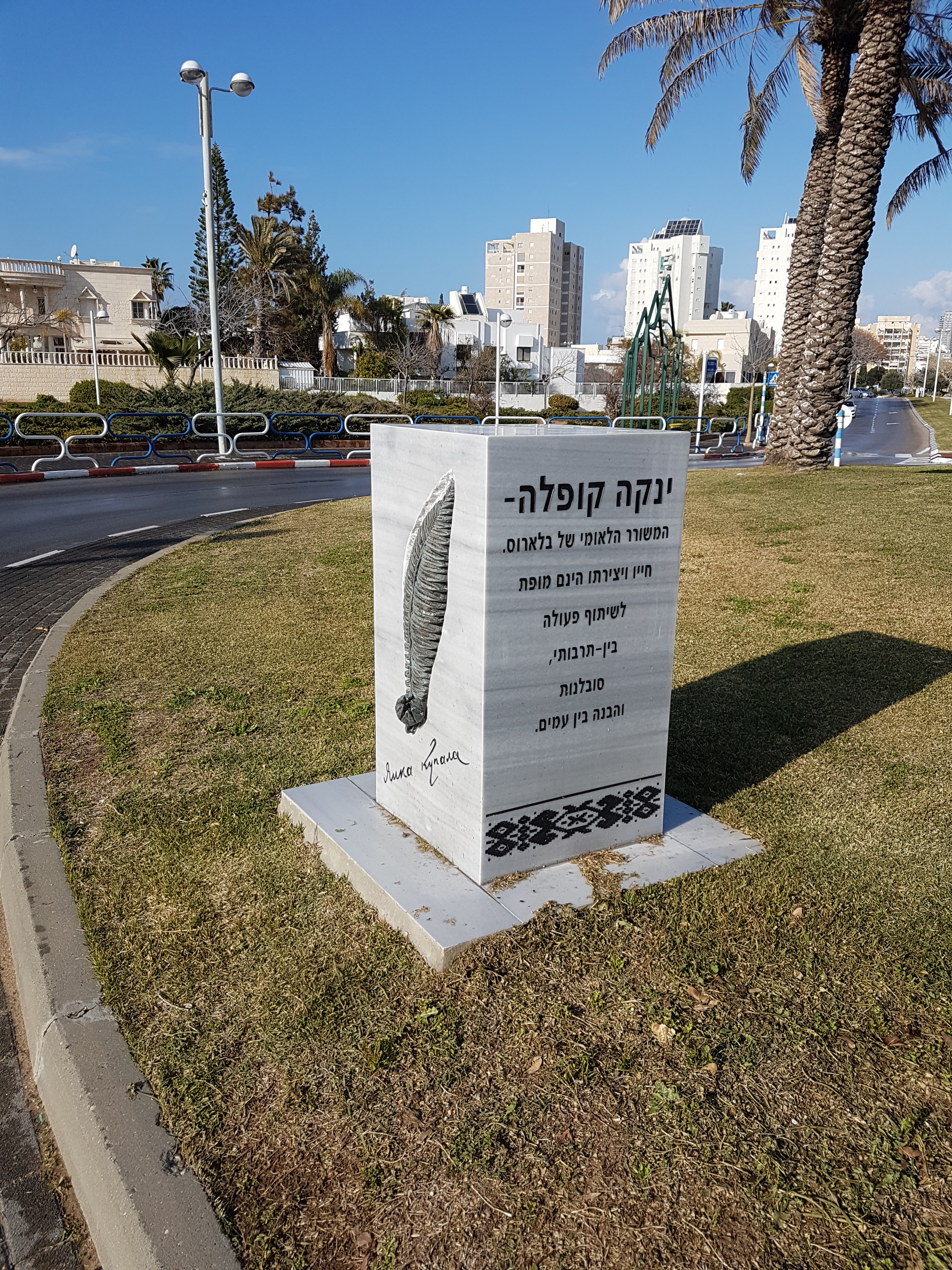
Мемориал в Ашдоде (иврит)